# Prosoeca beckeri
Prosoeca beckeri är en tvåvingeart som beskrevs av Robert W. Lichtwardt 1920. Prosoeca beckeri ingår i släktet Prosoeca och familjen Nemestrinidae. Inga underarter finns listade i Catalogue of Life.